# Agathe

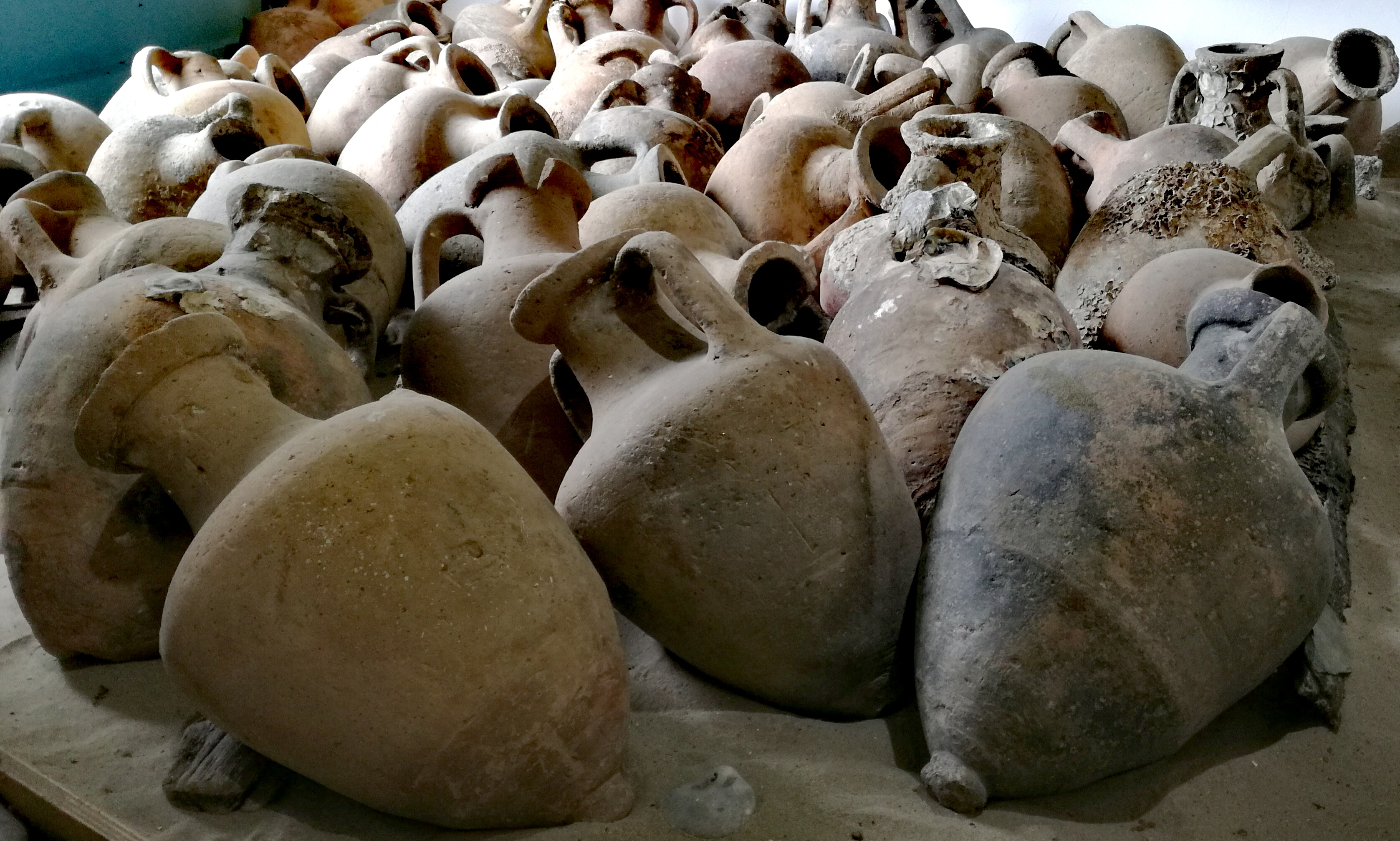
Massalskie amfory handlowe (ekspozycja muzeum w Agde)

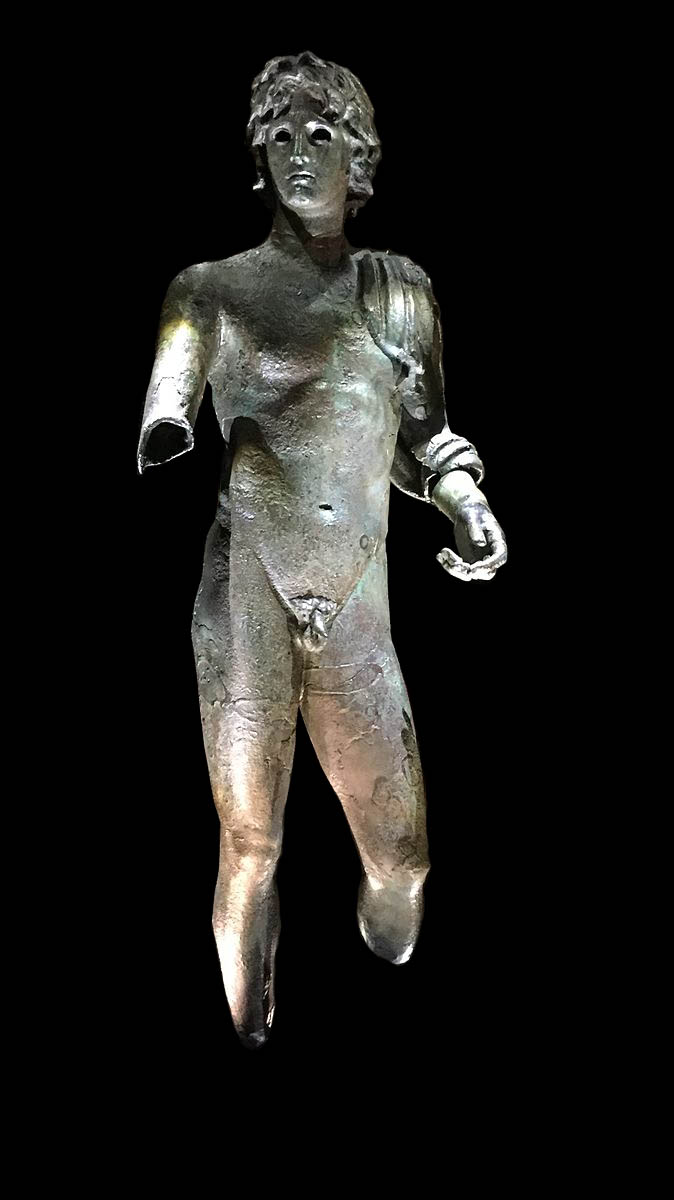
Efeb z Agde – hellenistyczna rzeźba z brązu znaleziona w rzece Hérault

Agathe (stgr. Ἀγάθη Agathē, Ἀγάθη Τύχη Agathē Týchē, łac. Agatha, Agatha Tyche) – grecka kolonia Massalii na północno-zachodnim wybrzeżu Morza Śródziemnego. Obecnie Agde we francuskiej Langwedocji.

## Historia
Jedno z miast o najstarszym rodowodzie we Francji, po Béziers (fundowanym w 575 p.n.e.) i Marsylii (600 p.n.e.). Założone początkowo jako placówka handlowa (emporium) w ówczesnej delcie rzeki Hérault (Arauris) przez małoazjatyckich kolonizujących Fokajczyków z Massalii, pod nazwą Dobre (Szczęśliwe) Miasto (Ἄγαθὴ πόλις). Wraz z położonymi dalej na zachód Emporion, Antipolis i Olbią Galijską tworzyło ciąg greckich emporiów w tej części Morza Śródziemnego, lecz w Zatoce Lwiej było poza macierzystą Massalią jedynym miejscem zasiedlanym przez Greków w okresie przedrzymskim.
Odległe o kilka kilometrów od galijskiego oppidum w Bessan, powstało na terytorium Wolków Arekomików (Volci Arecomici) w celu ochrony greckiego handlu przed napaściami barbarzyńców (zwłaszcza z kierunku iberyjskiego) oraz jako stacja wymiany towarów (faktoria) i punkt handlowego pośrednictwa pomiędzy krainami śródziemnomorskimi a wnętrzem celtyckiej Galii, zasobnej tam (masyw Sewennów) w bogactwa mineralne. Będące zarazem portem rzecznym i morskim Agathe odgrywało na tyle istotną rolę komercyjną w zachodniej części Morza Śródziemnego, że zachowało ją i za czasów panowania rzymskiego. Wiadomo, że pod koniec V w. p.n.e. otoczone murem miasto zajmowało powierzchnię 4,25 ha, z zabudową mieszkalną o solidnej konstrukcji, rozmieszczoną w regularnej siatce ulic. Przynajmniej od początku IV w. p.n.e. terytorium polis o powierzchni ok. 20 tysięcy ha, zostało częściowo przeznaczone dla potrzeb rolnictwa i w związku z tym podzielone na ok. 1500 działek (kleroi).
Pod koniec II wieku p.n.e. Agathe zostało włączone do nowopowstałej rzymskiej prowincji – Galii Narbońskiej, nie znalazło się jednak na szlaku Via Domitia, wybudowanej przez Gnejusza Domicjusza Ahenobarbusa, pierwszej w Galii drogi rzymskiej łączącej ją z Hiszpanią. M.in. wskutek tego miasto w czasach rzymskich prawdopodobnie nie przekraczało swego poprzedniego zasięgu i nie doznawało sukcesywnego rozwoju. W późnym cesarstwie, około 400 n.e. stało się stolicą diecezji, zniesionej dopiero podczas rewolucji francuskiej (1790). Pod koniec V wieku zajęli je Wizygoci, którzy stworzyli swe państwo w południowej Galii i Iberii. Za zgodą ich władcy Alaryka II we wrześniu 506 r. odbył się tam sobór Kościoła rzymskiego (Concilium Agathense).
W źródłach pisanych Agathe wymieniane jest przez autorów starożytnych, takich jak Strabon (Geographika IV 1,5-6), Pliniusz (Naturalis historia III, 33), Pomponiusz Mela (De situ orbis II, 5), Klaudiusz Ptolemeusz (Geographia II 10,2), a także przez Pseudo-Skymnosa i Stefanosa z Bizancjum.

## Badania i znaleziska
Prace badawcze z ostatnich dziesięcioleci wykazały, iż kolonię grecką założono w najwyższej części miasta średniowiecznego i współczesnego, na planie podobnym jak Olbię Galijską i Emporion. Otaczały ją obwarowania, których ślady się zachowały, co potwierdziły dokonane sondaże. W ich trakcie odnaleziono grecką ceramikę i jedyne trzy inskrypcje odkryte w Langwedocji.  Najważniejsze znaleziska pochodzą więc nie z terenu miasta, ale z łożyska rzeki Hérault i z dna morskiego w sąsiedztwie przylądka Agde. Należą do nich sztaby brązu i ołowiu, importowane amfory i inna ceramika, naczynia metalowe, a nawet bazaltowe kamienie młyńskie. Z koryta rzeki pochodzi natomiast odnaleziony w 1964 w naniesionych osadach piaskowych brązowy posąg młodzieńca (efeba) o wysokości 1,40 m, uważany za podobiznę hellenistycznego księcia z IV wieku p.n.e. W 2001 podobnie zostały odnalezione dwie mniejsze rzeźby brązowe z okresu wczesnego cesarstwa, przedstawiające dziecko i Erosa, a przeznaczone zapewne dla wyposażenia zamożnej rzymskiej willi w Galii Narbońskiej. Wszystkie znaleziska archeologiczne z Agde i okolicy zgromadzone są w miejscowym muzeum.